# Volofščina
Volofščina (wolofal: ولوفل, wolof) je jezik Senegala, Mavretanije in Gambije ter materni jezik Volofov. Tako kot sosednja jezika serer in fula pripada senegambijski veji nigrskokongovske jezikovne družine. Za razliko od večine drugih jezikov nigrskokongovske družine volofščina ni tonski jezik.
Volofščina je najbolj razširjen jezik v Senegalu, ki ga govorijo Volofi (40 % prebivalstva), za večino drugih Senegalcev pa je drugi jezik. Narečja volofščine se razlikujejo geografsko ter med podeželskimi in mestnimi območji. Glavno narečje v Dakarju je mestna mešanica volofščine, francoščine in arabščine.
Wolof je »mednarodni« standardni zapis in se lahko nanaša tudi na etnično pripadnost ali kulturo Volofov. Variante vključujejo starofrancoske Ouolof, Jollof, Jolof, gambijski Wolof itd., ki se zdaj običajno nanašajo na cesarstvo Jolof ali na riž jollof, navadna zahodnoafriška riževa jed. Danes arhaični obliki sta Volof in Olof.
Angleščina (in slovenščina) naj bi nekatere volofske izposojenke, kot je banana, prevzela prek španščine ali portugalščine.

## Zemljepisna razširjenost
Volofščino govori več kot 10 milijonov ljudi, približno 40 % (ok. 5 milijonov ljudi) prebivalcev Senegala pa govori volofščino kot svoj materni jezik. Večja mobilnost in zlasti rast glavnega mesta Dakar sta ustvarila potrebo po skupnem jeziku: danes dodatnih 40 % prebivalstva govori volofščino kot drugi ali pridobljeni jezik. Na celotnem območju od Dakarja do Saint-Louisa ter zahodno in jugozahodno od Kaolacka govori velika večina ljudi volofsko. Ko se različne etnične skupine v Senegalu zberejo v mestih, običajno govorijo volofski jezik. Tako ga govorijo v skoraj vseh regionalnih in departmajskih prestolnicah v Senegalu. Kljub temu je uradni jezik v Senegalu francoščina.
Čeprav v Gambiji približno 20-25 % prebivalstva govori volofščino kot prvi jezik, ima nesorazmeren vpliv zaradi svoje razširjenosti v Banjulu, glavnem mestu Gambije, kjer ga kot prvi jezik uporablja 75 % prebivalstva. Poleg tega v Serekundi, največjem mestu v Gambiji, čeprav so Volofi manjšina, približno 70 % prebivalcev govori ali razume volofski jezik.
V Mavretaniji govori volofščino približno 7 % prebivalstva (ok. 185.000 ljudi). Večina jih živi ob reki Senegal, ki si jo Mavretanija deli s Senegalom.

## Razvrščanje
Volofščina je eden od senegambijskih jezikov, za katere je značilna mutacija soglasnikov. Pogosto pravijo, da je tesno povezan z jezikom fula, ker je Wilson (1989) napačno razumel podatke v sapirju (1971), ki so se dolgo uporabljali za razvrščanje atlantskih jezikov.

## Zvrsti
Senegalsko-mavretanska volofščina in gambijska volofščina sta različna nacionalna standarda: uporabljata različno ortografijo in različna jezika (francoščino in angleščino) kot vir tehničnih izposojenk. Vendar sta govorjeni in pisani jezik medsebojno razumljiva. Po drugi strani pa je »volofščina lebu« nerazumljiva napram standardni volofščini, razlika pa je bila zamegljena, ker so vsi govorci »lebu« dvojezični.

## Pravopis in izgovorjava
Opomba: Fonetični prepisi so natisnjeni v oglatih oklepajih [] v skladu s pravili mednarodne fonetične abecede (IPA).
The Latin orthography of Wolof in Senegal was set by government decrees between 1971 and 1985. The language institute "Centre de linguistique appliquée de Dakar" (CLAD) is widely acknowledged as an authority when it comes to spelling rules for Wolof. The complete alphabet is A, B, C, D, E, Ë, F, G, H, I, J, K, L, M, N, Ñ, Ŋ, O, P, Q, R, S, T, U, W, X, Y. The letters V and Z are not included in Wolof. 
Wolof is most often written in this orthography, in which phonemes have a clear one-to-one correspondence to graphemes.
Additionally, two other scripts exist: a traditional Arabic-based transcription of Wolof called Wolofal, which dates back to the pre-colonial period and is still used by many people, and Garay, an alphabetic script invented by Assane Faye 1961, which has been adopted by a small number of Wolof-speakers.
The first syllable of words is stressed; long vowels are pronounced with more time but are not automatically stressed, as they are in English.

### Samoglasniki
Samoglasniki so naslednji:
|           | Front | Front | Central | Central | Back  | Back |
| short     | long  | short | long    | short   | long  |      |
| --------- | ----- | ----- | ------- | ------- | ----- | ---- |
| Close     | i ⟨i⟩ | iː    |         |         | u ⟨u⟩ | uː   |
| Close-mid | e ⟨é⟩ | eː    |         |         | o ⟨ó⟩ | oː   |
| mid       |       |       | ə ⟨ë⟩   |         |       |      |
| Open-mid  | ɛ ⟨e⟩ | ɛː    |         |         | ɔ ⟨o⟩ | ɔː   |
| Open      |       |       | a ⟨a⟩   | aː      |       |      |

There may be an additional low vowel, or this may be confused with orthographic à.
All vowels may be long (written double) or short. /aː/ is written ⟨à⟩ before a long (prenasalized or geminate) consonant (example làmbi "arena"). When é and ó are written double, the accent mark is often only on the first letter.
Vowels fall into two harmonizing sets according to ATR:  i u é ó ë are +ATR, e o a are the −ATR analogues of é ó ë.  For example,
Lekk-oon-ngeen
/lɛkːɔːnŋɡɛːn/
eat-PAST-FIN.2PL
'You (plural) ate.'
Dóór-óón-ngéén
/doːroːnŋɡeːn/
hit-PAST-FIN.2PL
'You (plural) hit.'
There are no −ATR analogs of the high vowels i u. They trigger +ATR harmony in suffixes when they occur in the root, but in a suffix, they may be transparent to vowel harmony.
The vowels of some suffixes or enclitics do not harmonize with preceding vowels. In most cases following vowels harmonize with them. That is, they reset the harmony, as if they were a separate word. However, when a suffix/clitic contains a high vowel (+ATR) that occurs after a −ATR root, any further suffixes harmonize with the root. That is, the +ATR suffix/clitic is "transparent" to vowel harmony. An example is the negative -u- in,
Door-u-ma-leen-fa
/dɔːrumalɛːnfa/
begin-NEG-1SG-3PL-LOC
'I did not begin them there.'
where harmony would predict *door-u-më-léén-fë. That is, I or U behave as if they are their own −ATR analogs.
Authors differ in whether they indicate vowel harmony in writing, as well as whether they write clitics as separate words.

### Soglasniki
Consonants in word-initial position are as follows:
|             |              | Ustničnik | Dlesničnik | Nebnik  | Mehkonebnik | Jezičkov | Glotalni |
| ----------- | ------------ | --------- | ---------- | ------- | ----------- | -------- | -------- |
| Nasal       | Nasal        | m ⟨m⟩     | n ⟨n⟩      | ɲ ⟨ñ⟩   | ŋ ⟨ŋ⟩       |          |          |
| Zapornik    | prenasalized | ᵐb ⟨mb⟩   | ⁿd ⟨nd⟩    | ᶮɟ ⟨nj⟩ | ᵑɡ ⟨ng⟩     |          |          |
| Zapornik    | voiced       | b ⟨b⟩     | d ⟨d⟩      | ɟ ⟨j⟩   | ɡ ⟨g⟩       |          |          |
| Zapornik    | voiceless    | p ⟨p⟩     | t ⟨t⟩      | c ⟨c⟩   | k ⟨k⟩       | q ⟨q⟩    | ʔ        |
| Priporniški | Priporniški  | f ⟨f⟩     | s ⟨s⟩      |         | x~χ ⟨x⟩     | x~χ ⟨x⟩  |          |
| Trill       | Trill        |           | r ⟨r⟩      |         |             |          |          |
| Approximant | Approximant  | w ⟨w⟩     | l ⟨l⟩      | j ⟨y⟩   |             |          |          |

All simple nasals, oral stops apart from q and glottal, and the sonorants l r y w may be geminated (doubled), though geminate r only occurs in ideophones. (Geminate consonants are written double.) Q is inherently geminate and may occur in an initial position; otherwise, geminate consonants and consonant clusters, including nt, nc, nk, nq ([ɴq]), are restricted to word-medial and -final position.  In the final place, geminate consonants may be followed by a faint epenthetic schwa vowel.
Of the consonants in the chart above, p d c k do not occur in the intermediate or final position, being replaced by f r s and zero, though geminate pp dd cc kk are common. Phonetic p c k do occur finally, but only as allophones of b j g due to final devoicing.
Minimal pairs:
bët ("oko") - bëtt ("najti")
boy ("zažgati se") - boyy ("bleščati se")
dag ("kraljevi služabnik") - dagg ("rezati")
dëj ("pogreb") - dëjj ("pizda")
fen ("lagati") - fenn ("nekje, nikjer")
gal ("belo zlato") - gall ("bruhati")
goŋ ("pavijan") - goŋŋ (vrsta postelje)
gëm ("verjeti") - gëmm ("zapreti oči")
Jaw (družinsko ime) - jaww ("nebesa")
nëb ("gnil") - nëbb ("skrivati")
woñ ("nit") - woññ ("šteti")

### Toni
Unlike most sub-Saharan African languages, Wolof has no tones. Other non-tonal languages of sub-Saharan Africa include Amharic, Swahili and Fula.

## Slovnica

### Pomembne značilnosti

#### Pronoun conjugation instead of verbal conjugation
In Wolof, verbs are unchangeable stems that cannot be conjugated. To express different tenses or aspects of an action, personal pronouns are conjugated – not the verbs. Therefore, the term temporal pronoun has become established for this part of speech. It is also referred to as a focus form.
Example: The verb dem means "to go" and cannot be changed; the temporal pronoun maa ngi means "I/me, here and now"; the temporal pronoun dinaa means "I am soon / I will soon / I will be soon". With that, the following sentences can be built now: Maa ngi dem. "I am going (here and now)." – Dinaa dem. "I will go (soon)."

#### Conjugation with respect to aspect instead of tense
In Wolof, tenses like present tense, past tense, and future tense are just of secondary importance and play almost no role. Of crucial importance is the aspect of action from the speaker's point of view. The most vital distinction is whether an action is perfective (finished) or imperfective, (still going on from the speaker's point of view), regardless of whether the action itself takes place in the past, present, or future. Other aspects indicate whether an action takes place regularly, whether an action will surely take place and whether an actor wants to emphasize the role of the subject, predicate, or object. As a result, conjugation is done by not tense but aspect. Nevertheless, the term temporal pronoun is usual for such conjugated pronouns although aspect pronoun might be a better term.
For example, the verb dem means "to go"; the temporal pronoun naa means "I already/definitely", the temporal pronoun dinaa means "I am soon / I will soon / I will be soon"; the temporal pronoun damay means "I (am) regularly/usually". The following sentences can be constructed: Dem naa. "I go already / I have already gone." – Dinaa dem. "I will go soon / I am just going to go." – Damay dem. "I usually/regularly/normally/am about to go."
A speaker may express that an action absolutely took place in the past by adding the suffix -(w)oon to the verb (in a sentence, the temporal pronoun is still used in a conjugated form along with the past marker):
Demoon naa Ndakaaru. "I already went to Dakar."

#### Action verbs versus static verbs and adjectives
Wolof has two main verb classes: dynamic and stative. Verbs are not inflected, instead pronouns are used to mark person, aspect, tense, and focus.:779

#### Spol
Wolof does not mark sexual gender as grammatical gender: there is one pronoun encompassing the English 'he', 'she', and 'it'. The descriptors bu góor (male / masculine) or bu jigéen (female / feminine) are often added to words like xarit, 'friend', and rakk, 'younger sibling' to indicate the person's sex.
Markers of noun definiteness (usually called "definite articles") agree with the noun they modify. There are at least ten articles in Wolof, some of them indicating a singular noun, others a plural noun. In Urban Wolof, spoken in large cities like Dakar, the article -bi is often used as a generic article when the actual article is not known.
Any loan noun from French or English uses -bi: butik-bi, xarit-bi "the boutique, the friend."
Most Arabic or religious terms use -Ji: Jumma-Ji, jigéen-ji, "the mosque, the girl."
Four nouns referring to persons use -ki/-ñi:' nit-ki, nit-ñi, 'the person, the people"
Plural nouns use -yi: jigéen-yi, butik-yi, "the girls, the boutiques"
Miscellaneous articles: "si, gi, wi, mi, li."

### Števniki

#### Glavni števniki
The Wolof numeral system is based on the numbers "5" and "10". It is extremely regular in formation, comparable to Chinese. Example: benn "one", juróom "five", juróom-benn "six" (literally, "five-one"), fukk "ten", fukk ak juróom benn "sixteen" (literally, "ten and five one"), ñent-fukk "forty" (literally, "four-ten"). Alternatively, "thirty" is fanweer, which is roughly the number of days in a lunar month (literally "fan" is day and "weer" is moon.)
| 0       | tus / neen / zéro [French] / sero / dara ["nothing"]               |
| 1       | benn                                                               |
| 2       | ñaar / yaar                                                        |
| 3       | ñett / ñatt / yett / yatt                                          |
| 4       | ñeent / ñenent                                                     |
| 5       | juróom                                                             |
| 6       | juróom-benn                                                        |
| 7       | juróom-ñaar                                                        |
| 8       | juróom-ñett                                                        |
| 9       | juróom-ñeent                                                       |
| 10      | fukk                                                               |
| 11      | fukk ak benn                                                       |
| 12      | fukk ak ñaar                                                       |
| 13      | fukk ak ñett                                                       |
| 14      | fukk ak ñeent                                                      |
| 15      | fukk ak juróom                                                     |
| 16      | fukk ak juróom-benn                                                |
| 17      | fukk ak juróom-ñaar                                                |
| 18      | fukk ak juróom-ñett                                                |
| 19      | fukk ak juróom-ñeent                                               |
| 20      | ñaar-fukk                                                          |
| 26      | ñaar-fukk ak juróom-benn                                           |
| 30      | ñett-fukk / fanweer                                                |
| 40      | ñeent-fukk                                                         |
| 50      | juróom-fukk                                                        |
| 60      | juróom-benn-fukk                                                   |
| 66      | juróom-benn-fukk ak juróom-benn                                    |
| 70      | juróom-ñaar-fukk                                                   |
| 80      | juróom-ñett-fukk                                                   |
| 90      | juróom-ñeent-fukk                                                  |
| 100     | téeméer                                                            |
| 101     | téeméer ak benn                                                    |
| 106     | téeméer ak juróom-benn                                             |
| 110     | téeméer ak fukk                                                    |
| 200     | ñaari téeméer                                                      |
| 300     | ñetti téeméer                                                      |
| 400     | ñeenti téeméer                                                     |
| 500     | juróomi téeméer                                                    |
| 600     | juróom-benni téeméer                                               |
| 700     | juróom-ñaari téeméer                                               |
| 800     | juróom-ñetti téeméer                                               |
| 900     | juróom-ñeenti téeméer                                              |
| 1000    | junni / junne                                                      |
| 1100    | junni ak téeméer                                                   |
| 1600    | junni ak juróom-benni téeméer                                      |
| 1945    | junni ak juróom-ñeenti téeméer ak ñeent-fukk ak juróom             |
| 1969    | junni ak juróom-ñeenti téeméer ak juróom-benn-fukk ak juróom-ñeent |
| 2000    | ñaari junni                                                        |
| 3000    | ñetti junni                                                        |
| 4000    | ñeenti junni                                                       |
| 5000    | juróomi junni                                                      |
| 6000    | juróom-benni junni                                                 |
| 7000    | juróom-ñaari junni                                                 |
| 8000    | juróom-ñetti junni                                                 |
| 9000    | juróom-ñeenti junni                                                |
| 10000   | fukki junni                                                        |
| 100000  | téeméeri junni                                                     |
| 1000000 | tamndareet / million                                               |

#### Vrstilni števniki
Vrstilni števniki (prvi, drugi, tretji ...) se tvorijo tako, da se glavnemu števniku (ena, dva, tri ...) doda končnica -éél.
Na primer, dva je ñaar, drugi pa ñaaréél.
Edina izjema v tem sistemu je prvi, ki je bu njëk (ali prilagojena francoska beseda premier: përëmye).
| 1.  | bu njëk         |
| 2.  | ñaaréél         |
| 3.  | ñettéél         |
| 4.  | ñeentéél        |
| 5.  | juróoméél       |
| 6.  | juróom-bennéél  |
| 7.  | juróom-ñaaréél  |
| 8.  | juróom-ñettéél  |
| 9.  | juróom-ñeentéél |
| 10. | fukkéél         |

### Osebni zaimki
|          | osebek | osebek  | predmet | predmet |
|          | ednina | množina | ednina  | množina |
| -------- | ------ | ------- | ------- | ------- |
| 1. oseba | man    | nun     | ma      | nu      |
| 2. oseba | yow    | yeen    | la      | leen    |
| 3. oseba | moom   | ñoom    | ko      | leen    |

### Časovni zaimki

#### Spregatev časovnih zaimkov
|                                             |            |                                                                        | 1. oseba     | 1. oseba     | 2. oseba    | 2. oseba     | 3. oseba            | 3. oseba      |
|                                             |            |                                                                        | ednina "jaz" | množina "mi" | ednina "ti" | množina "vi" | ednina "on/ona/ono" | množina "oni" |
| ------------------------------------------- | ---------- | ---------------------------------------------------------------------- | ------------ | ------------ | ----------- | ------------ | ------------------- | ------------- |
| Situative (Presentative)                    | Perfekt    | Verb + -ing                                                            | maa ngi      | nu ngi       | yaa ngi     | yéena ngi    | mu ngi              | ñu ngi        |
| Situative (Presentative)                    | Imperfekt  |                                                                        | maa ngiy     | nu ngiy      | yaa ngiy    | yéena ngiy   | mu ngiy             | ñu ngiy       |
| Terminative                                 | Perfekt    | Past tense for action verbs or present tense for static verbs          | naa          | nanu         | nga         | ngeen        | na                  | nañu          |
| Terminative                                 | Prihodnjik |                                                                        | dinaa        | dinanu       | dinga       | dingeen      | dina                | dinañu        |
| Objective                                   | Perfekt    | Puts the emphasis on the object of the sentence                        | laa          | lanu         | nga         | ngeen        | la                  | lañu          |
| Objective                                   | Imperfekt  | Indicates a habitual or future action                                  | laay         | lanuy        | ngay        | ngeen di     | lay                 | lañuy         |
| Processive (Explicative and/or Descriptive) | Perfekt    | Puts the emphasis on the verb or the state 'condition' of the sentence | dama         | danu         | danga       | dangeen      | dafa                | dañu          |
| Processive (Explicative and/or Descriptive) | Imperfekt  | Indicates a habitual or future action                                  | damay        | danuy        | dangay      | dangeen di   | dafay               | dañuy         |
| Subjective                                  | Perfekt    | Puts the emphasis on the subject of the sentence                       | maa          | noo          | yaa         | yéena        | moo                 | ñoo           |
| Subjective                                  | Imperfekt  | Indicates a habitual or future action                                  | maay         | nooy         | yaay        | yéenay       | mooy                | ñooy          |
| Neutral                                     | Perfekt    |                                                                        | ma           | nu           | nga         | ngeen        | mu                  | ñu            |
| Neutral                                     | Imperfekt  |                                                                        | may          | nuy          | ngay        | ngeen di     | muy                 | ñuy           |

In urban Wolof, it is common to use the forms of the 3rd person plural also for the 1st person plural.
It is also important to note that the verb follows specific temporal pronouns and precedes others.